# Succès
Succès war ein belgischer Hersteller von Automobilen.

## Unternehmensgeschichte
Das Unternehmen hatte seinen Sitz in Antwerpen-Borgerhout. Es stellte 1952 einige Automobile her. Der Markenname lautete Succès.

## Fahrzeuge
Das einzige Modell war ein Dreirad. Für den Antrieb sorgte ein Zweizylinder-Zweitaktmotor, der im Heck montiert war. Der Verkaufspreis betrug 30.900 Belgische Franken, was als niedrig angesehen wird.